# Geoffrey Holiday Hall
Pour les articles homonymes, voir Hall.
Geoffrey Holiday Hall, né en 1913 à Santa Cruz au Nouveau-Mexique et mort en 1981, est un auteur américain d’un roman policier et d’un roman d'espionnage

## Biographie
Grand voyageur, il exerce successivement des emplois de journaliste, de peintre et de décorateur. Pendant la Seconde Guerre mondiale, il est membre des services de renseignements américains.
Il est surtout connu pour son roman policier L’Homme de nulle part (1949), nommé à l’Edgar du premier roman 1950, et qui remporte en France le Grand prix de littérature policière 1953. Dans ce roman, Bayard Poulton, un directeur de grands magasins enquête sur le passé d’un homme arrivé de nulle part qui cherchait à le contacter avant de se suicider devant son appartement new-yorkais. Cette reconstitution minutieuse du passé d’un inconnu, rappelle sans les redoubler quelques romans policiers célèbres, dont Laura (1942) de Vera Caspary et Version originale (1950) de Bill S. Ballinger.
Geoffrey Holiday Hall a également donné une nouvelle policière, Who Saw the Man Die? (1950), et un roman d’espionnage standard, The Watcher at the Door (1954).

## Œuvre

### Romans
- The End is Known (1949) Publié en français sous le titre L’Homme de nulle part, Genève, Ditis, coll. Détective-club-Suisse no 84, 1952 ; réédition, Paris, Ditis, coll. Détective-club no 53, 1952 ; réédition, Paris, J'ai lu policier no 8, 1964 ; réédition, Paris, Librairie des Champs-Élysées, coll. Le Masque no 1892, 1987
- The Watcher at the Door (1954)

### Nouvelle
- Who Saw the Man Die? (1950)

## Adaptations
- 1950 : The End is Known, épisode 33, saison 2, réalisé par Delbert Mann, d’après le roman L’Homme de nulle part, pour la série télévisée américaine The Philco Television Playhouse
- 1993 : La fin est connue (La fine è nota), film italien de Cristina Comencini, d’après le roman L’Homme de nulle part, avec Fabrizio Bentivoglio, Carlo Cecchi et Valérie Kaprisky

## Prix et distinctions

### Prix
- Grand prix de littérature policière 1953 pour L'Homme de nulle part (The End is Known) ex æquo avec La Famille pied-de-bouc (Horns for the Devils) de Louis Malley[1]

### Nomination
Prix Edgar-Allan-Poe du meilleur premier roman 1950 pour L'Homme de nulle part (The End is Known)

## Sources
1. ↑  Palmarès du grand prix de littérature policière (romans étrangers)
2. ↑  Palmarès prix Edgar-Allan-Poe

- Jacques Baudou et Jean-Jacques Schleret, Les Métamorphoses de la chouette : Détective-club, Paris, Futuropolis, 1986 (ISBN 978-2-737-65488-6), p. 84-85.
- Claude Mesplède (dir.), Dictionnaire des littératures policières, vol. 1 : A - I, Nantes, Joseph K, coll. « Temps noir », 2007, 1054 p. (ISBN 978-2-910-68644-4, OCLC 315873251), p. 915-916.